# Australocnus
Australocnus is een geslacht van zeekomkommers uit de familie Cucumariidae.

## Soorten
- Australocnus calcareus (Dendy, 1896)
- Australocnus occiduus (O'Loughlin & O'Hara, 1992)